# 齿唇沼兰
齿唇沼兰（学名：Crepidium orbiculare）为兰科沼兰属下的一个种。

## 扩展阅读
- 維基物種上的相關：齿唇沼兰